# Šebkovice
Obec Šebkovice (do roku 1873 Šepkovice, německy Schepkowitz či Schöpkowitz, jinak též Štěpkovice, Ščepkovice, Čepkovice, Šebkowicz, Sebkowicz, Ssebkowicze, Ssebkowitz, Cžepkowitz, Schopkowitz, Czepkowitz) se nachází v okrese Třebíč v kraji Vysočina. Žije zde 488 obyvatel. Součástí obce je i malá osada a katastrální území Milatice (dříve též Miletice nebo Milostnice). Součástí je i samota Holeček.
Sousedními obcemi sídla jsou Kojetice, Lesůňky, Čáslavice, Dolní Lažany, Loukovice, Babice a Horní Újezd.

## Historie
Od 8. století stávalo nad údolím Šebkovického potoka hradiště, které střežilo Haberskou stezku, později byl na jeho místě postaven hrad. Součástí hradu byla i románská rotunda svaté Marie Magdaleny, ta byla vystavěna v 12. století.
První písemná zmínka o obci pochází z roku 1349, bylo zmíněno, že vesnice byla v tu dobu součástí sádeckého panství. Roku 1366 byly poprvé zmíněny i Miletice. V roce 1365 Bohuš ze Starče zapsal část Šebkovic své manželce, tak pak roku 1376 zapsala tento majetek synům. Nicméně ti však vesnici zadlužili a tak byla vesnice zastavena Nyklasovi Tasovskému, Janovi z Tulešic, Bolkovi z Křtěnic, Jindřichovi z Kounic a Buškovi z Náramče. Ti pak vesnici prodali Jindřichovi z Hradce. Někdy v tu dobu zanikl hrad ve vsi a jako jeho jediný pozůstatek ve vsi zůstal kostel. V roce 1488 byla vesnice značně poškozena uherskými vojsky. Až v roce 1511 byly zmíněny Milatice, kdy je Jindřich z Lichtenburka nechal zapsat Bohušovi ze Zvole.
Pánům z Hradce patřily Šebkovice až do roku 1542, kdy poručník dětí Adama z Hradce – Volf Krajíř z Krajku prodal Šebkovice, Miletice a Loukovice Václavovi Chroustenskému z Malovar a spojil je tak s lesonickým panstvím. Po stavovském povstání však byly jeho majetky konfiskovány a Ferdinand II. prodal panství Jiřímu z Náchoda, ten pak roku 1634 prodal Miletice a Šebkovice Adamu Ladislavovi z Věžník. Po válce, která trvala do roku 1672 vesnice značně zpustla. V roce 1775 se poddaní z Šebkovic zúčastnili nevolnického povstání v Lesonicích.
Během třicetileté války Milatice zpustly a posléze zanikly, ale kolem roku 1670 se v místě tehdejších Milatic usadili noví obyvatelé, byla zřízena kovárna a vrchnost dosadila mlynáře do milatického mlýna.
Od roku 1689 vlastnil panství Karel Gotfried Aichpichl, který jej rozšířil o statky ve Slavicích a Ratibořicích, jeho syn Josef Ignác pak připojil ještě statek výčapský. Tyto tři přikoupené statky však nikdy plně nesplynuly s původním panstvím a byly nazývány Dolním panstvím, zatímco celek ostatních obcí byl pojmenován Horním panstvím. V roce 1772 pak zakoupil lesonické panství František Nadásdy, roku 1810 pak Terezie Trauttmansdorfová a v roce 1823 pak Emilie Reichenbachová. Pak vlastnili panství Löwenstein-Wertheim-Freudenbergové.
V 18. století byla upravena rotunda Marie Magdaleny a bylo postaveno i sousoší Máří Magdaleny pod ukřižovaným kristem, které bylo součástí hlavního oltáře kostela. V roce 1910 byl umístěn v kostele kříž s plastikou Krista od Františka Bílka.
Roku 1784 se začalo soukromě vyučovat, roku 1808 byla založena obecná škola. V roce 1817 byla postavena školní budova pod hřbitovem, ta pak byla rozšířena na dvojtřídní v roce 1878. Roku 1951 bylo ve vsi založeno JZD, to pak bylo roku 1975 sloučeno s JZD Lesůňky.
Roku 1900 byl ve vsi založen odbor Národní jednoty pro jihozápadní Moravu, v roce 1911 byl založen sbor dobrovolných hasičů a v roce 1924 byl založen Sokol a Domovina. V roce 1900 byl ve vsi založen lihovar, roku 1945 byla ve vsi otevřena železniční zastávka. V roce 1929 byla vesnice elektrifikována. Roku 2000 byla vesnice plynofikována.
Roku 1973 byl založen oddíl kopané žáků, v roce 1981 byl ve vsi založen první oddíl kopané mužů. V roce 1981 bylo postaveno fotbalové hřiště, to bylo později několikrát rekonstruováno a v roce 2000 bylo zatravněno. V roce 2003 byly vystavěny nové kabiny pro fotbalové kluby.
V roce 2008 byl vystavěn rybník v Dílech. Roku 2010 byl vysvěcen znak a prapor obce, byla také vydána publikace Dějiny obce Šebkovice. V roce 2009 bylo přestavěno patro obecního úřadu na ZŠ a přestavěna ZŠ na obecní úřad. V roce 2013 byl vyčištěn Šebkovický potok, mezi roky 2014 a 2016 byla vesnice kanalizována a v roce 2015 byl postaven rybník Na Holečku.
V roce 2016 získala obec ocenění v soutěži Vesnice Vysočiny 2016, konkrétně obdržela Zelenou stuhu za péči o zeleň a životní prostředí. V roce 2017 se vesnice účastní soutěže Vesnice roku. V tomto roce obec získala ocenění, konkrétně obdržela Diplom za příkladnou péči o kulturní památky v obci.
Do roku 1849 patřily Šebkovice do lesonického panství, od roku 1850 patřily do okresu Znojmo, pak od roku 1896 do okresu Moravské Budějovice a od roku 1960 do okresu Třebíč.
| Rok            | 1869 | 1880 | 1890 | 1900 | 1910 | 1921 | 1930 | 1950 | 1961 | 1970 | 1980 | 1991 | 2001 |
| Počet obyvatel | 566  | 538  | 560  | 590  | 607  | 638  | 587  | 533  | 537  | 521  | 545  | 507  | 502  |

## Politika

### Volby do Poslanecké sněmovny
|       | 2006                | 2010                | 2013                | 2017                | 2021                  |
| ----- | ------------------- | ------------------- | ------------------- | ------------------- | --------------------- |
| 1.    | ČSSD (37,21 %)      | KSČM (22,63 %)      | KSČM (24,9 %)       | ANO (38,32 %)       | ANO (37,05 %)         |
| 2.    | ODS (21,42 %)       | ČSSD (22,63 %)      | ANO 2011 (21,93 %)  | KSČM (12,33 %)      | SPOLU (16,73 %)       |
| 3.    | KSČM (21,42 %)      | TOP 09 (13,16 %)    | ČSSD (14,86 %)      | Piráti (12,33 %)    | Piráti+STAN (10,35 %) |
| účast | 70,26 % (267 z 380) | 64,80 % (243 z 375) | 68,78 % (271 z 394) | 60,64 % (228 z 376) | 65,54 % (251 z 383)   |

### Volby do krajského zastupitelstva
|      | 1.                 | 2.                      | 3.                    | účast               |
| ---- | ------------------ | ----------------------- | --------------------- | ------------------- |
| 2000 | KSČM (34,18 %)     | 4KOALICE (25,64 %)      | ODS (14,52 %)         | 33,07 % (126 z 381) |
| 2004 | KSČM (35,71 %)     | KDU-ČSL (22,44 %)       | ODS (17,34 %)         | 25,98 % (99 z 381)  |
| 2008 | ČSSD (36,36 %)     | KSČM (26,62 %)          | KDU-ČSL (12,33 %)     | 41,73 % (154 z 369) |
| 2012 | KSČM (30,53 %)     | ČSSD (20,95 %)          | STO (10,77 %)         | 44,85 % (174 z 388) |
| 2016 | ANO 2011 (26,95 %) | ČSSD (20 %)             | KSČM (14,78 %)        | 30,53 % (116 z 380) |
| 2020 | ANO (28,81 %)      | STAN+SNK ED (12,71 %)   | KSČM (11,86 %)        | 31,07 % (119 z 383) |
| 2024 | ANO (44,91 %)      | ODS+TOP 09+STO (16,1 %) | STAN+SNK ED (11,01 %) | 31,2 % (122 z 391)  |

### Prezidentské volby
V prvním kole prezidentských voleb v roce 2013 první místo obsadil Miloš Zeman (94 hlasů), druhé místo obsadil Jiří Dienstbier (58 hlasů) a třetí místo obsadil Karel Schwarzenberg (39 hlasů). Volební účast byla 70,54 %, tj. 272 ze 387 oprávněných voličů. V druhém kole prezidentských voleb v roce 2013 první místo obsadil Miloš Zeman (189 hlasů) a druhé místo obsadil Karel Schwarzenberg (74 hlasů). Volební účast byla 68,22 %, tj. 264 ze 387 oprávněných voličů.
V prvním kole prezidentských voleb v roce 2018 první místo obsadil Miloš Zeman (136 hlasů), druhé místo obsadil Jiří Drahoš (47 hlasů) a třetí místo obsadil Marek Hilšer (21 hlasů). Volební účast byla 65,87 %, tj. 247 ze 375 oprávněných voličů. V druhém kole prezidentských voleb v roce 2018 první místo obsadil Miloš Zeman (175 hlasů) a druhé místo obsadil Jiří Drahoš (87 hlasů). Volební účast byla 69,68 %, tj. 262 ze 376 oprávněných voličů.
V prvním kole prezidentských voleb v roce 2023 první místo obsadil Andrej Babiš (123 hlasů), druhé místo obsadil Petr Pavel (67 hlasů) a třetí místo obsadila Danuše Nerudová (26 hlasů). Volební účast byla 71,35 %, tj. 273 ze 384 oprávněných voličů. V druhém kole prezidentských voleb v roce 2023 první místo obsadil Andrej Babiš (150 hlasů) a druhé místo obsadil Petr Pavel (128 hlasů). Volební účast byla 72,40 %, tj. 278 ze 384 oprávněných voličů.

## Pamětihodnosti a zajímavosti
- Rotunda svaté Maří Magdaleny
- Hájky – přírodní památka
- Zvony smíření v rotundě sv. Maří Magdaleny[35]
- Památník obětem světových válek, rekonstruován v roce 2008[36]

## Osobnosti
- Alois Plichta (1905–1993), právník a spisovatel
- Antonín Plichta (1894–1951), odbojář
- Antonín Plichta (1929–1951), odbojář
- Stanislav Plichta (1931–1953), odbojář

### Čestní občané
- František Staněk, jmenován v listopadu 1927[37]